# Britta Böhler

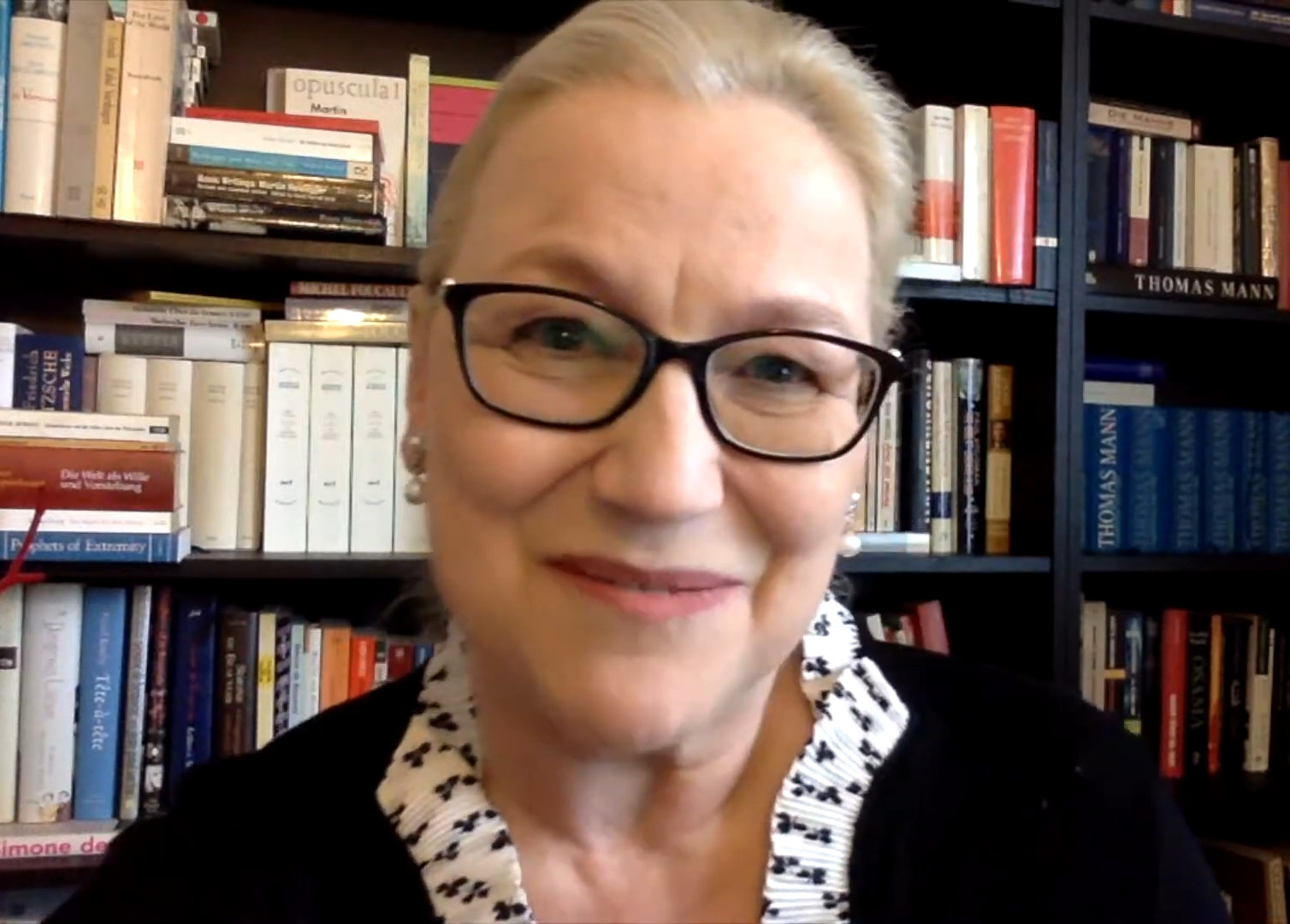
Britta Böhler (2019)

Britta Böhler (* 17. Juli 1960 in Freiburg im Breisgau) ist eine niederländische Juristin, Autorin und Politikerin (GroenLinks) deutscher Herkunft.

## Leben

### Jugend und Ausbildung
Britta Böhler stammt aus einem sozialdemokratisch und pazifistisch orientierten Elternhaus. Sie wuchs in Freiburg im Breisgau auf und besuchte dort das Goethe-Gymnasium. Prägend waren für sie die Strafprozesse gegen die Rote Armee Fraktion in den 1970ern, bei denen sie besonders der eloquente Rechtsanwalt Otto Schily beeindruckte.
Sie studierte 1979 bis 1984 Rechtswissenschaft an der Albert-Ludwigs-Universität Freiburg und promovierte dort zum Dr. jur. Außerdem studierte Britta Böhler 1979 bis 1980 Wirtschaftswissenschaften und 1980 bis 1982 Politikwissenschaften an der Universität in Freiburg. Von 1985 bis 1989 leistete sie den Referendarsdienst in München ab.

### Juristin
Ab 1989 war sie als Anwältin in Frankfurt am Main tätig, sie war hierbei noch wirtschaftsrechtlich ausgerichtet. 1991 zog sie in die Niederlande und wurde 1994 als Advokatin in Amsterdam vereidigt. 1995 wurde Britta Böhler Partnerin in der heutigen Kanzlei Böhler Franken Koppe Wijngaarden. Sie befasst sich vor allem mit strafrechtlichen Fällen.
Sie versteht sich als politische Anwältin. Bekannt wurde Britta Böhler durch ihre strafrechtlichen Mandate. So vertrat sie 1999 in zwei Verfahren Abdullah Öcalan vor dem Europäischen Gerichtshof für Menschenrechte (EGMR). 2002 wurde sie Strafverteidigerin von Volkert van der Graaf wegen dessen Anschlag auf Pim Fortuyn. Sie vertrat Margarita von Bourbon, die Tochter von Irene von Oranien-Nassau, in der Affäre um die angebliche Bespitzelung ihrer Mandantin durch das niederländische Königshaus. Dies sorgte im Königshaus für besonderes Aufsehen, da Böhler als Republikanerin gilt.
Bei einer Anhörung im niederländischen Parlament am 10. Dezember 2003 legte sie dar, dass die Anti-Terror-Gesetzgebung der Niederlande ihrer Ansicht nach ein Schritt zum Gesinnungsstrafrecht sei. Sie war auch die Anwältin der Islam-Kritikerin Ayaan Hirsi Ali bei ihrem Ausbürgerungsverfahren.
Von 2012 bis 2017 war Böhler Professorin an der Universität von Amsterdam. Am 1. März 2019 wurde sie Professorin für das juristische Berufsleben und Berufsethik an der Universität Maastricht.

### Politik
Britta Böhler engagierte sich in Ämtern bei Greenpeace ab 1994 und leitete dessen niederländische Sektion von 2000 bis 2003. Diese Position gab sie im Zusammenhang mit dem Strafprozess wegen der Tötung Pim Fortuyns auf. Von 2007 bis 2011 war Böhler Abgeordnete in der Ersten Kammer der Generalstaaten, dem Oberhaus des niederländischen Parlaments. Sie war dort stellvertretende Fraktionsvorsitzende ihrer Partei GroenLinks. Für diese Position musste Böhler ihren deutschen Pass abgeben.

### Autorin
Ihr erster Roman Der Brief des Zauberers über drei Tage im Leben von Thomas Mann, erschien im Februar 2014 bei Aufbau Verlag und im September 2013 auf Niederländisch (De beslissing) bei Cossee Uitgeverij Amsterdam. Bis Ende 2015 war das Buch in acht Sprachen übersetzt worden.
Unter dem Pseudonym Britta Bolt veröffentlichte sie zusammen mit Rodney Bolt eine Reihe von Kriminalromanen, die in Amsterdam spielen.